# Stadio Romeo Galli
Lo stadio Romeo Galli è uno stadio polisportivo sito nel comune italiano di Imola, nella città metropolitana di Bologna.
Maggiore arena scoperta comunale, è di proprietà dell'amministrazione municipale (mediante la società Area Blu); ospita le gare interne dell'Imolese, principale squadra di calcio del territorio, nonché competizioni di atletica leggera. Ha inoltre ospitato una partita della nazionale Under-20 di calcio dell'Italia e alcune partite (inclusa la finale) del campionato europeo femminile Under 19 di calcio 2011.

## Storia
Lo "stadio delle Acque Minerali", presso il fiume Santerno, venne approntato nel 1925: di fatto si trattava di un semplice campo da gioco erboso con una piccola tribuna per il pubblico e una sorta di capanna (il tutto in legno) adattata a spogliatoio. La partita inaugurale vide l'Imolese giocare contro il Castel Bolognese.
Col passare degli anni la struttura venne progressivamente implementata: verso il 1934 le tribune vennero ingrandite e ricostruite in materiale metallico. Nel 1993 sul lato meridionale fu costruita e inaugurata la tribuna stabile coperta, in cemento e vetroresina.
Dal secondo dopoguerra l'impianto è intitolato alla memoria di Romeo Galli (1872-1945), bibliotecario, amministratore pubblico ed esponente di spicco del Partito Socialista Italiano in ambito cittadino.
A partire dal 2017 e più incisivamente dal 2018, allorché l'Imolese, dopo decenni di difficoltà economiche e sportive, riuscì a tornare nel calcio professionistico, lo stadio fu oggetto di vari adeguamenti, volti a potenziarne la capienza e le infrastrutture tecnico-funzionali. L'aspetto più problematico consistette nel miglioramento dell'impianto di illuminazione: non essendo le quattro torri-faro sufficienti ai fini della Serie C, dapprincipio si optò per installare due gruppi di riflettori posticci, dopodiché a fine 2019 partirono i lavori per l'erezione di quattro nuovi piloni con luci a norma. Tale intervento, protrattosi oltre le tempistiche stimate per difficoltà tecniche (l'affioramento d'acqua nelle fondamenta) e per lo scoppio della pandemia di COVID-19, obbligò altresì l'Imolese a giocare le prime gare casalinghe della stagione 2020-2021 allo stadio Gavagnin-Nocini di Verona.

## Dati strutturali
Lo stadio fa parte del complesso polisportivo del parco delle Acque Minerali, che dal 1972 è racchiuso nel perimetro del civico autodromo Enzo e Dino Ferrari: per l'esattezza si trova nelle adiacenze della curva del Tamburello. Il terreno di gioco è in erba naturale, misura ufficialmente 105 × 64 metri (di fatto le dimensioni sono 106,75 × 65,95 m) ed è circondato da una pista regolamentare di atletica leggera, in materiale sintetico, a sei corsie. I locali tecnici (spogliatoi e magazzini) sono collocati in un edificio indipendente sul lato est del complesso.
Gli spalti constano di tre settori: sul lato sud del campo sorge la tribuna centrale (localmente detta tribunona, unica a disporre di una tettoia); qui trovano posto la tribuna d'onore e le postazioni per gli operatori mediatici. Da essa si dipartono due bracci parterre, che si estendono verso est e ovest abbracciando metà dei lati corti del perimetro, descrivendo nel complesso una forma a "C". Sul lato settentrionale si situano i distinti, composti da due tribunette scoperte in prefabbricato metallico (parzialmente dedicate alle tifoserie ospiti).
La capienza totale è di circa 3600 posti a sedere, mentre ammettendo i posti in piedi si arriva a 4000 unità. Per le partite di calcio la capienza autorizzata è invece di 1560 posti, dei quali 660 per le tifoserie ospiti.
Alcune torri faro assicurano l'illuminazione della struttura, onde renderla operativa anche nelle ore notturne.